# Mare de Déu de la Pau de Trujillo
La Mare de Déu de la Pau de Trujillo és una colossal escultura commemorativa de la Mare de Déu, realitzada a 11 km al sud-oest de Trujillo, a Veneçuela. Amb 46,72 metres d'altura, 16 metres d'ample, 18 de profunditat a la base i unes 1200 tones, és l'estàtua més alta d'Amèrica Llatina. També és l'estàtua dedicada a la Mare de Déu més alta del món.
El monument està situat, a una altura de 1.600 msnm, a l'indret on es diu que va aparèixer la Mare de Déu l'any 1570, per la qual cosa està situada entre muntanyes i vegetació tropical, el que proporciona una bona vista panoràmica de la regió. Va ser inaugurada el 21 de desembre de 1983 pel llavors president de Veneçuela Luis Herrera Campins. Dissenyada per l'escultor Manuel de la Fuente (Cadis, Espanya 1932- Mèrida, Veneçuela 2010), consta de cinc miradors, des d'on es poden observar, en un dia clar, gairebé la totalitat de l'Estat Trujillo, part de la Serra Nevada de Mèrida i de la Costa Sud del Llac de Maracaibo.
Des de 1568 Nostra Senyora de la Pau és la patrona espiritual de Trujillo i de la Diòcesi a partir de 1960. La coloma sostinguda a la seva mà dreta simbolitza l'encàrrec de la presidència de la República de Veneçuela, de clamar per la pau de la terra. El Monument a la Pau va ser administrat durant anys per una fundació privada, després de la qual cosa va passar a ser dirigit per la Governació de l'estat Trujillo.
El 2010 va rebre 11.000 visitants, el que són poques visites comparat amb altres indrets com el santuari de José Gregorio Hernández de Rafael Rangel que en va rebre 80.000 i el viacrucis de Tostós on es van acostar 57.000 persones.

## Història
La devoció a la Mare de Déu de la Pau és antiga a la zona de Trujillo, per això és la patrona de l'estat de Trujillo. La bandera de l'estat té un triangle de color verd, al seu centre un estel blanc i dins de l'estel la silueta d'una coloma, símbol de pau. Inclusivament, els tres costats del triangle suggereixen una tríade de monuments, dos d'ells religiosos. Aquests són el monument de l'Entrevista de bolívar i Morillo a Santa Anna amb motiu del Tractat de 1820, la catedral de Nostra Senyora de la Pau acabada el segle xvii i el monument de la Mare de Déu de la Pau o de la Pau que es tracta en aquest text.

### Orígens
Els orígens de la imatge de la Verge de la Pau es remota probablement al segle vii, associada amb sant Ildefons de Toledo (606-667), arquebisbe de Toledo, Espanya, destacat per la seva devoció a la Mare de Déu. La tradició relata que durant una nit de desembre Ildefons va entrar en la Catedral de Santa María de Toledo, impressionat per una gran il·luminació dins del temple, com si estigués asseguda en la cadira de l'arquebisbe, un acte que va ser interpretat com a aprovació als ensenyaments d'Ildefons. Sant Ildefons va morir el 23 de gener, i el 24 de gener s'ha dedicat a recordar el miracle.
També s'explica que l'any 1085, durant la invasió musulmana a Espanya, va haver-hi una batalla en la qual es disputava la Catedral de Santa María de Toledo. Els atacants s'havien assentat a Espanya, i planejaven convertir la catedral en una mesquita, en qüestió d'un any els caps musulmans van canviar de semblar i van retornar el temple als cristians. L'incident es va produir durant la vespra del 24 de gener, i els seguidors de la Santa Verge asseguren que tenia a veure amb la Verge de la Pau, qui miraculosament havia actuat per salvaguardar la fe cristiana.
La zona on ara està erigit el monument a la Pau era habitada per una societat aborigen coneguda com a Eskuke, lloc on es va produir una revolta indígena dirigida pel cacic Pitijoc, de l'ètnia cuicas, que segons la hipòtesi Chibchano-Paezano, tenien una mateixa arrel que els Chibchas i Muiskas colombians, en contra dels colons vinguts d'Espanya. Derrotats els indígenes es va fundar la ciutat de Trujillo el 9 d'octubre de 1557 i es va instaurar la fe de la Verge de la Pau en substitució de la deessa indígena Ikake.

### Llegenda

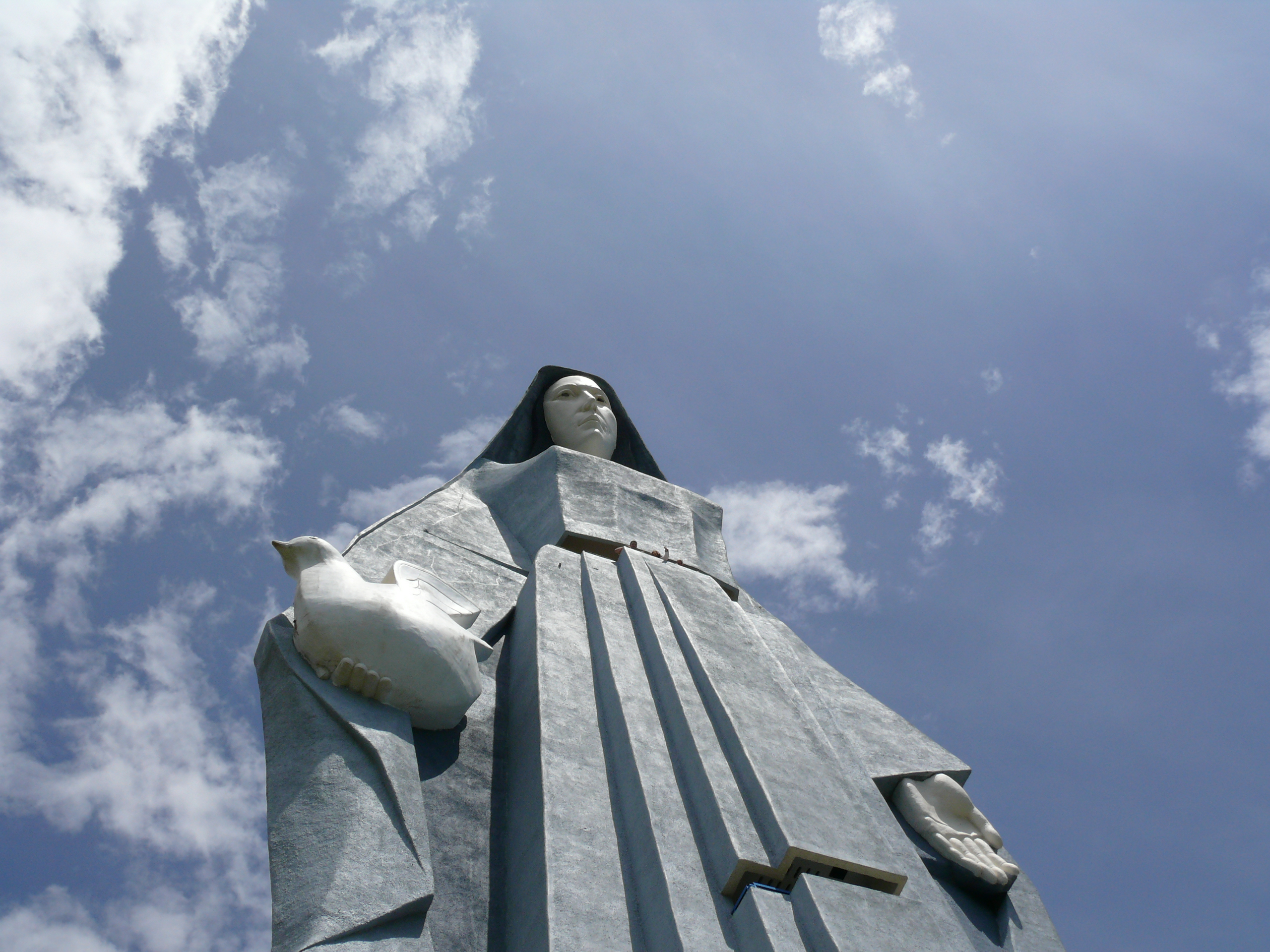
Monument a la Verge de la Pau.

El nom del monument, del lloc i de la Verge fa referència a la llegenda de la seva aparició. En el turó anomenat Penya de la Verge, segons exposa la llegenda, fixada a la fi dels anys 1550, va aparèixer la imatge de la Mare de Déu a diversos veïns del poble de Carmona. Amb faccions molt originals i un gran ànim de joventut, la jove apareixia caminant a les tardes a comprar veles per al seu foc, i va anar en una poperia on uns homes li van preguntar per què caminava sola. «Sola no, sinó amb Déu, el sol i els estels», els va respondre. Una altra versió de la resposta és: «fills no se'ls oblidi que camino amb Déu, el meu protector». En seguir-li els passos, els veïns van observar que s'amagava entre una roca i immediatament van començar a observar algunes llums en la penya i descobririen llavors que no era una jove mortal que vivia en la comunitat, sinó que era la Mare de Déu.
Temps després van pensar que el lloc on es va ocultar era la capçalera de tres rius, els quals ella contenia amb la seva majestat, perquè en cas contrari aquests es desbordarien per arrossegar als habitants de la ciutat on diuen que va aparèixer la verge l'any 1570 i va ser inaugurada el 21 de desembre de 1983.

### Devoció
Les fires patronals en honor de la Verge de la Pau se celebren a Trujillo el 24 de gener, amb freqüència estenent-se fins al dia 30 de gener. Durant les festes patronals el Monument a la Pau és un dels punts de més activitats religioses de l'estat Trujillo, amb misses i processons, així com fires gastronòmiques, culturals i recreatives; les quals es van estendre a la Placeta i Isnotú.
Desenes de feligresos també es donen cita en la Penya de la Verge cada any per a Setmana Santa només per orar a l'adjunt centre d'oració i recolliment espiritual de la monumental estàtua de la mare de Jesús i demanar-li allí pel benestar de familiars i amics, pagar promeses, cantar salvis o per donar-li gràcies o retribuir-li per algun favor rebut. La «Marxa de la Pau», que es realitza cada any durant Setmana Santa, part a primera hora del matí des de la seu del Seminari Catòlic de la ciutat de Trujillo i culmina amb una missa en la capella del monument.

## Descripció

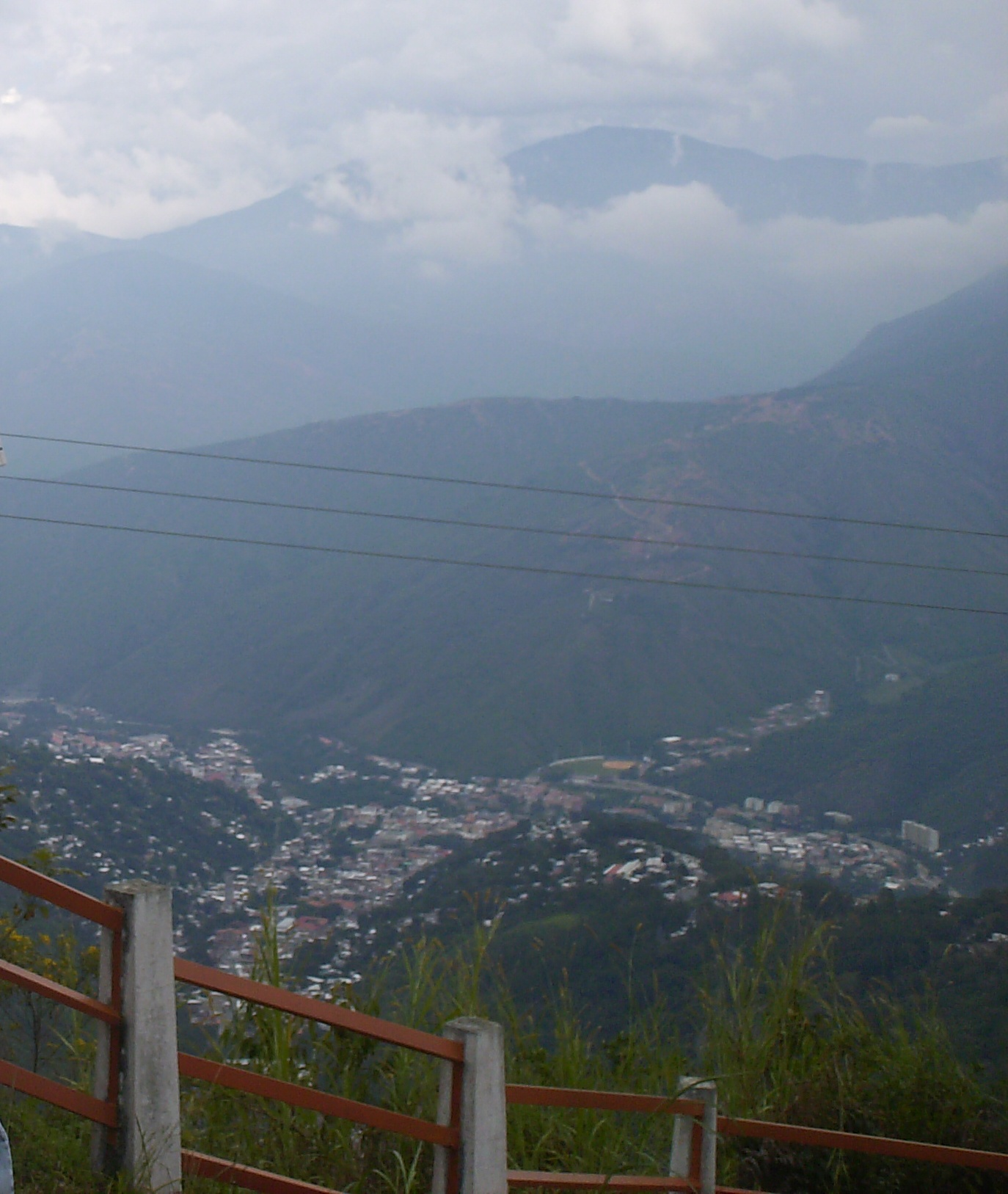
Vista de l'oest de la ciutat de Trujillo des de la base del Monument a la Verge de la Pau, Cerro Peña de la Verge.

L'estàtua està situada entre la Vall dels Cedres i el Zanjón dels Mucas, a uns 565 km de Caracas. Des de Maracaibo, passant per la ciutat de Valera, s'arriba al monument a la Pau per l'autopista Valera - Trujillo. Si es ve del nord, passant per Pampán i Pampanito, per després caure en la antedicha autopista. Si es ve de Boconó, es pot tallar camí per la via que sali de Siquisay i que arriba fins a la Placeta. Totes les vies estan molt bé asfaltades, encara que en alguns trams pot resultar bastant estreta. Des de l'estacionament del monument fins al pujol separa una curta caminada, acompanyada de vendes de menjars i artesania.

### Edifici principal
L'edificació del monument a la Pau va sorgir com a idea de la llavors primera dama de Veneçuela Betty Urdaneta d'Herrera Campins, i la governadora d'aquesta mateixa entitat Daura Maldonado de Falcón. La Verge de la Pau és la patrona de la ciutat de Trujillo des del segle xvi.
El 21 de desembre de 1983, any del bicentenari del naixement de Simón Bolívar, es va inaugurar aquest monument que va costar 18 mesos construir i va comptar amb la benedicció litúrgica de l'acabat d'ordenar cardenal José Alí Lebrún Moratinos. L'estàtua mostra a la Mare de Déu amb una túnica blava, obra realitzada per l'escultor Manuel de la Font i l'enginyer Rosendo Camargo i va comptar amb la col·laboració del prevere Juan Francisco Hernández. El monument està aixecat sobre una estructura d'acer, que constitueix l'esquelet de l'escultura buida en concret, té un pes de 1.200 tones repartides en 46 metres d'altura, de les quals 8 tones és el pes tan sols del cap de l'efígie.
Tot i que Joan Pau II mai va visitar Trujillo, la dedicació del monument a la Pau va comptar amb la presència de l'ambaixador de Veneçuela davant la Santa Seu, Luciano Noguera Habita i va venir acompanyada d'un missatge televisiu del Papa/Papa que es va difondre a la comunitat catòlica veneçolana.

### Mirador
El monument compleix la funció d'un mirador: ascendint per dins de l'estàtua, mitjançant escales que emplenen tot l'interior de l'estàtua, els visitants poden detenir-se en cadascun dels cinc miradors: quatre miradors que busquen els quatre punts cardinals, i un cinquè a l'altura dels ulls. Molts visitants prefereixen romandre en els primers miradors i no ascendir als més alts, a causa de la sensació de vertigen que produeix la inusual altura.
El primer mirador està situat al nivell del genoll de la verge, a 18 metres de la base, al que s'ascendeix en elevador mecànic. Des d'aquesta altura es poden albirar la ciutat de Trujillo, capital de l'estat homònim. El segon està situat a la mà esquerra de l'estàtua, 4 metres més amunt que el primer mirador, pot veure's la ciutat de Trujillo i els seus voltants. El tercer està situat a la mà dreta de l'estàtua, a 26 metres. Es pot observar des d'aquesta altura la Teta de Niquitao, que amb 4.006 metres d'altura és el punt més alt de l'Estat Trujillo. El quart està a la cintura de la verge, a 28 metres, al que també es puja en ascensor. El cinquè està als ulls de la verge, a 44 metres, és des d'aquí que s'obté la vista més extensa i impressionant. Es puja seguint més de 200 graons amplis.

### Capella
El monument consta d'una capella o centre d'oració i recolliment espiritual i un campanar que repica cada mitja hora. La cúpula de la capella està decorada amb un vitrall al centre del qual llueix una coloma envoltada de colors lluminosos que fan al·lusió a l'esplendor espiritual del símbol.

### Cova de la Verge
Baixant la muntanya des de la base de la penya de la Verge, per senders no pavimentades a un costat del monument, s'arriba a unes coves on es pot entrar, denominades en conjunt «cova de la Penya de la Verge II». El folklore local reconeix que les coves s'interconnecten i que els indis del passat les usessin no només per a les seves cerimònies religioses sinó també per traslladar-se a través de l'Estat. Altres coves i grutas a pocs quilòmetres de ràdio als voltants de la ciutat de Trujillo inclouen les Cuevas de la Penya de la Verge I, «cova El Zamurito» i «cova El Ronc». No obstant això, els moviments de les muntanyes andines a través dels anys han tancat definitivament els suposats passadissos. Els fidels de la Verge visiten amb freqüència aquestes coves, sovint en Processons Religioses de Feligresos, i agraeixen els favors de la Verge col·locant les seves ofrenes i veles.